# باولو سيرجيو (لاعب كرة قدم مواليد 1972)
باولو سيرجيو هو لاعب كرة قدم برازيلي، ولد في 2 ديسمبر 1972 في Ubiratã ‏ في البرازيل.

## وصلات خارجية
- باولو سيرجيو على موقع قاعدة بيانات كرة القدم.إي يو (الإنجليزية)